# Axel Lindblad (teaterdirektör)
Axel Lorentz Teodor Lindblad, född 7 juli 1861, död 31 augusti 1939 i Täby församling, var en svensk teaterdirektör och operasångare. 
Lindblad var elev vid Kungliga Teatern 1879–1884. Därefter engagerades han vid Nya teatern i Stockholm 1884–1885, vid Operan i Stockholm 1887–1888, hos Fröberg 1889–1892 och vid Eldoradoteatret i Kristiania 1895–1896. Han sjöng många olika roller som Erik i Värmlänningarna och Hertigen i Rigoletto. Han skapade sitt eget opéra comique-sällskap som turnerade runt om i Sverige. I december 1907 gästade han Malmö Teater och då gjorde Edvard Persson sin teaterdebut. Även i april 1909 framträdde Axel Lindblads sällskap i Malmö, på Hippodromen, och även då engagerades Edvard Persson.
Han var gift med Anna Wilhelmina Söderström, född 1866 i Stockholm, död 1957. Deras son Arne Lorentz Lindblad föddes 1887 i Jönköping. Makarna Lindblad är begravda på Täby kyrkogård.